# Stazione di Ripa d'Api
La stazione di Taccone è una fermata ferroviaria della ferrovia Altamura-Avigliano-Potenza, gestita dalle Ferrovie Appulo Lucane. Serve la località di Ripa d'Api, nel territorio comunale di Genzano di Lucania, in provincia di Potenza.